# Ugo di Blois
Ugo di Blois (... – Chartres, 2 gennaio 986) è stato un arcivescovo francese, arcivescovo di Bourges dal 965 al 986.

## Origine
Era figlio secondogenito del conte di Blois, di Tours, di Chartres e di Châteaudun, Tebaldo I (910 – 975) (figlio del capostipite della casata di Blois-Champagne, il visconte di Blois e di Tours, Tebaldo il Vecchio), e di Liutgarda, la figlia femmina secondogenita del conte di Vermandois, di Meaux, di Soissons e di Madrie e di Vexin, signore di Peronne, Senlis e San Quintino e, da poco, anche conte di Troyes, Erberto II (880 – 943) (discendente del Re d'Italia, Bernardo, nipote di Carlo Magno) e di Adele (ca. 895- ca. 931), l'unica figlia del marchese di Neustria e futuro re di Francia, Roberto I, e di Adele del Maine, come è indicato nelle Europäische Stammtafeln, vol II, cap. 10 (non consultate). La Chronica Albrici Monachi Trium Fontium, citandoli nell'anno 920, conferma la parentela tra Erberto II e Roberto I..

## Biografia
Nel 950, Ugo già definito, arcivescovo, figlio di Tebaldo, è sottoscrittore di un documento di donazione.
Nel 965, Ugo succedette allo zio Riccardo (?-† 969), e divenne arcivescovo di Bourges
In una donazione datata 5 febbraio 978, Ugo viene citato come arcivescovo di Bourges (Hugo sanctæ Bituricensis aecclesiae archiepiscopus), ed in un'altra donazione del 985 viene ancora citato come arcivescovo (Hugonis sanctæ Bituricensis archipræsulis).
La data della morte di Ugo è riportata sia nei registri mortuari (Hugo Bituricensis archiepiscopus filius comitisse Legardis) della abbazia benedettina di Saint-Père-en-Vallée (nelle vicinanze di Chartres)  sia in quelli (Hugo Bituricensis archiepiscopus et canonicus Sanctæ Mariæ) della Cattedrale di Notre-Dame di Chartres.
Dopo la sua morte, il fratello il conte di Blois, di Chartres, di Châteaudun, di Tours, di Provins, e di Reims, Oddone I, quando era abate Maiolo di Cluny, fece restaurare l'abbazia di Marmoutier, in cui Ugo era stato sepolto, in onore dell'anima di quest'ultimo.

## Discendenza
Di Ugo non si conosce l'esistenza di una eventuale moglie né si hanno notizie di discendenti.

## Ascendenza
|                             |                         |                        | Genitori           |  |  | Nonni |  |  | Bisnonni |  |  | Trisnonni |  |
|                             |                         |                        |                    |  |  |       |  |  | …        |  |  | …         |  |
|                             |                         |                        |                    |  |  |       |  |  | …        |  |  | …         |  |
|                             |                         | …                      |                    |  |  |       |  |  | …        |  |  |           |  |
| Tebaldo il Vecchio di Blois |                         |                        |                    |  |  |       |  |  | …        |  |  |           |  |
|                             |                         | …                      | …                  |  |  |       |  |  |          |  |  |           |  |
|                             |                         | …                      | …                  |  |  |       |  |  |          |  |  |           |  |
|                             |                         | …                      | …                  |  |  |       |  |  |          |  |  |           |  |
| Tebaldo I di Blois          |                         | …                      |                    |  |  |       |  |  |          |  |  |           |  |
|                             |                         | …                      | …                  |  |  |       |  |  |          |  |  |           |  |
|                             |                         | …                      | …                  |  |  |       |  |  |          |  |  |           |  |
|                             |                         | …                      | …                  |  |  |       |  |  |          |  |  |           |  |
| …                           |                         | …                      |                    |  |  |       |  |  |          |  |  |           |  |
|                             |                         | …                      | …                  |  |  |       |  |  |          |  |  |           |  |
|                             |                         | …                      | …                  |  |  |       |  |  |          |  |  |           |  |
|                             |                         | …                      | …                  |  |  |       |  |  |          |  |  |           |  |
| Ugo di Blois                |                         | …                      |                    |  |  |       |  |  |          |  |  |           |  |
|                             | Erberto I di Vermandois | Pipino I di Vermandois |                    |  |  |       |  |  |          |  |  |           |  |
|                             | Erberto I di Vermandois | Pipino I di Vermandois |                    |  |  |       |  |  |          |  |  |           |  |
|                             | Erberto I di Vermandois | …                      |                    |  |  |       |  |  |          |  |  |           |  |
| Erberto II di Vermandois    | Erberto I di Vermandois |                        |                    |  |  |       |  |  |          |  |  |           |  |
|                             |                         | Liutgarda di Morvois   | …                  |  |  |       |  |  |          |  |  |           |  |
|                             |                         | Liutgarda di Morvois   | …                  |  |  |       |  |  |          |  |  |           |  |
|                             |                         | Liutgarda di Morvois   | …                  |  |  |       |  |  |          |  |  |           |  |
| Liutgarda di Vermandois     |                         | Liutgarda di Morvois   |                    |  |  |       |  |  |          |  |  |           |  |
|                             |                         | Roberto I di Francia   | Roberto il Forte   |  |  |       |  |  |          |  |  |           |  |
|                             |                         | Roberto I di Francia   | Roberto il Forte   |  |  |       |  |  |          |  |  |           |  |
|                             |                         | Roberto I di Francia   | Adelaide d'Alsazia |  |  |       |  |  |          |  |  |           |  |
| Adele di Neustria           |                         | Roberto I di Francia   |                    |  |  |       |  |  |          |  |  |           |  |
|                             |                         | Adele del Maine        | …                  |  |  |       |  |  |          |  |  |           |  |
|                             |                         | Adele del Maine        | …                  |  |  |       |  |  |          |  |  |           |  |
|                             |                         | Adele del Maine        | …                  |  |  |       |  |  |          |  |  |           |  |
|                             |                         | Adele del Maine        |                    |  |  |       |  |  |          |  |  |           |  |

### Fonti primarie
- (LA)  Monumenta Germaniae Historica, Scriptores, tomus XXIII.
- (LA)  Cartoulaire de l'abbaye de Saint-Pere de Chartres, tomus II.
- (LA)  Cartoulaire de l'abbaye de Saint-Pere de Chartres, tomus I.

### Letteratura storiografica
- René Poupardin, I regni carolingi (840-918), in «Storia del mondo medievale», vol. II, 1999, pp. 583–635
- Louis Halphen, Francia: gli ultimi Carolingi e l'ascesa di Ugo Capeto (888-987), in «Storia del mondo medievale», vol. II, 1999, pp. 636–661
- (FR)  Emile Mabille, La pancarte noire de Saint-Martin de Tours brulée en 1793 (ed. 1866).